# Японский фарфор
Японский фарфор — фарфоровые изделия, производящиеся в Японии. Производство фарфора началось в Японии поздно по сравнению с соседними Китаем и Кореей — в XVII веке. Важнейшую роль на раннем этапе сыграли несколько сотен корейских гончаров, привезённых на остров Кюсю местным князем. В первой половине XVII века японский фарфор пережил период массового экспорта в Европу и Азию.

## История

### Первый фарфор
Первый фарфор, появившийся в Японии, был привезён из Китая, местный производить не получалось ввиду отсутствия известных залежей подходящего для фарфора каолина. Таковые были обнаружены на Кюсю в провинции Хидзэн, близ посёлка Арита, давшего название стилю керамики. Первооткрывателем месторождений сырья называют Ли Сампхёна, корейского гончара, якобы переехавшего в Ариту в 1616 году и немедленно обнаружившего там залежи каолина. Ли Сампхён — реально существовавший корейский гончар, привезённый из Кореи правителем княжества Сага Набэсимой Наосигэ и умерший в 1655 году, о чём имеется запись в храме Рюсэн-дзи (яп. 龍泉寺). Вместе с этим археологические находки не подтверждают открытие Сампхёна: производство фарфора в Японии началось примерно на 10 лет раньше указанного в легенде, хотя вероятно, что Ли Сампхён сыграл важную роль в качестве ведущего мастера зарождавшейся фарфоровой индустрии, вместе с многочисленными корейскими мастерами в Японии, умевшими работать с фарфором.
Наиболее ранние образцы японского фарфора точно имитируют корейский с синей подглазурной росписью  (яп. 染付 сомэцукэ), либо, реже, китайские грубо сработанные фарфоровые изделия периода царствования императоров Цзяцзина (1521—1567), Ваньли (1572—1620) и Тяньци (1620—1627), предназначенные на экспорт. Керамику, изготовленную при Цзяцзине и Ваньли, перепродавали в Японию португальцы, считавшие, что им не удастся реализовать её в Европе из-за низкого качества. Также на ранние фарфоры повлияла местная гончарная традиция (прежде всего изделий мино стилей орибэ и сино).
- Ранний фарфор, 1620-е
- Инструменты для производства раннего фарфора

### Начало экспорта
Спрос на фарфор быстро рос, и к 1640-м годам в Арите было уже около 30 печей, выпускавших такую керамику. К этому моменту уже работало управление гончарными вопросами, ограничивавшее рубку леса для печей.
Первые 50 лет японская фарфоровая индустрия работала почти что исключительно на внутренний рынок, однако затем ситуация изменилась на прямо противоположную, и вторую половину XVII века японские гончары производили фарфор на экспорт, причём высокого качества и в огромных количествах: отдельные заказы достигали сотен тысяч изделий. Единственным признаком массовости производства является повторяемость рисунков и нарушение в них биологических законов: на экспортном блюде на одной ветке может разместиться два цветка совершенно разных видов. Причиной начала активного импорта Нидерландами фарфора из Японии было разрушение печей в Китае в ходе крестьянской войны и беспорядков, сопровождавших упадок династии Мин.
Первый экспортный фарфор был отправлен на Яву в 1653 году, точкой назначения была аптека Голландской Ост-Индской компании в Батавии. В дальнейшем при изготовлении экспортных предметов для Компании японские гончары ориентировались на деревянные болванки, которые им присылали заказчики. Японские керамические изделия отправляли морем с Дэдзимы также в Голландию, Индию, Персию, на Цейлон, во Вьетнам, Сиам и другие страны.
Вскоре началось производство фарфора «какиэмон», которым занималась семья Сакаида. Основателем династии был Сакаида Какиэмон (яп. 酒井田 柿右衛門), именем которого и назван этот стиль. Наиболее характерные изделия какиэмон — фарфор с надглазурной росписью (яп. 色絵 ироэ), но известны также изделия видов «сомэцукэ» (с синей подглазурной росписью) и «хакудзи» (белый фарфор).
В 1680-х годах голландские купцы вернулись к китайским поставщикам, отстроившим новые печи, и объёмы производства в Японии упали.
- Ранний фарфор Ариты, 1640—1660
- Чашка, фарфор из Ариты, 1660—1670-е годы
- Надглазурная роспись на фарфоре, XVIII век, стиль набэсима

## Разновидности
Терминология для именования разновидностей японского фарфора не устоялась. Наиболее спорный момент — определения терминов «арита» и «имари»: Арита — название посёлка, в окрестностях которого изготовили множество фарфоровых изделий; Имари — порт, откуда изделия, сделанные в Арите, отправляли на экспорт. Многие источники называют словосочетания «изделия арита» и «изделия имари» синонимами, некоторые утверждают, что более ранние кобальтовые рисунки характерны для керамики имари, а более поздние разноцветные — для ариты; другие же, напротив, указывают, что имари — разноцветные изделия, а арита — бело-синие. Помимо термина «имари» для обозначения фарфоровых изделий из Ариты на Западе использовались также «амари», «старояпонская [керамика]» и «какиэмон». В данной статье вся керамика, производившаяся в Арите, именуется «арита», как это сделано в «Словаре искусств Гроува» издательства Оксфордского университета.
Другие виды раннего японского фарфора — какиэмон, набэсима, кутани, кё (киото).
- Ранний фарфор-арита, 1650—1670-е
- Рюмки стиля арита
- Блюдо в стиле арита, XVIII век

### Какиэмон
Какиэмон (яп. 柿右衛門) — изделия семьи гончаров Сакаида, названные в честь основателя династии Сакаиды Какиэмона. По легенде секрет наиболее известного вида украшения поверхности — разноцветной надглазурной росписи — был передан семье Сакаида китайским гончаром, случайно встреченным в порту Нагасаки.
Среди предметов этого стиля:
- горшки (в основном с кобальтовой подглазурной росписью сомэцукэ), изготовленные в Ками-Нангавараяме и Симо-Нангавараяме, либо в общественных печах «ёриаи-гама»;
- изделия «сомэцукэ» с подглазурной росписью из печей Мацугатанэ, принадлежавших клану Оги[16];
- изделия с надглазурной росписью «ироэ»[8].

Отличия какиэмона от ариты следующие: для производства всех изделий «арита» используется одна и та же глина, изделия «какиэмон» изготавливают из разных видов глины в зависимости от назначения. На керамике арита присутствует сложная роспись, покрывающая почти всю поверхность изделия, она разделена на секции с индивидуальными украшениями, включающими смесь мотивов, геометрические фигуры, неодушевлённые предметы и роспись фона; роспись на какиэмоне не сплошная, встречаются большие пробелы. На изделиях арита роспись внутренней поверхности гораздо тщательнее и тоньше, чем внешней, используются разнообразные и яркие цвета. Какиэмон обычно украшали фиксированным набором цветов, на нём очень часто бывает контурная линия на ободке, нехарактерная для ариты, а также рельефные украшения.
Какиэмон массово экспортировали в Европу, местные гончары имитировали роспись этого стиля; в частности, какиэмон повлиял на мейсенский фарфор.
- Миска с крышкой, стиль какиэмон
- Фигурки слонов в стиле какиэмон
- Здание печей Какиэмон

### Набэсима
Изделия стиля набэсимаяки (яп. 鍋島焼き) производили в печах Окаватиямы (яп. 大川内山) под контролем рода Набэсима. Фарфор набэсима в основном известен разноцветными изделиями с надглазурной росписью, ироэ (яп. 色絵), однако мастера этого вида также делали сомэцукэ и селадоны.
Роспись на набэсиме часто напоминает текстильную, на раннем этапе мастера этого фарфора заимствовали орнаменты с тканей; позже доминирующим стилем стал цветы-птицы.
- Тарелка, конец XVII века
- Блюдо в форме трёх горшков, 1680—1720
- Тарелка, 1680—1720

### Кутани
Гончарный центр в деревне Кутани (включена в состав города Яманака) производил фарфор с XVII столетия, первые фарфоровые предметы, изготовленные в 1640—1660 были в основном тяжёлыми блюдами с крупной надглазурной росписью преимущественно зелёного, сиреневого и жёлтого цветов; изделия периода 1650—1750 представляли собой блюда и миски разных видов — белого фарфора, сомэцукэ и селадоны. В Кутани работал известный мастер стиля «кё» Аоки Мокубэй.
После упадка во время реставрации Мэйдзи «старый» стиль кутани был возрождён.

### Кё
Термин «керамика „кё“» (яп. 京焼き кё:яки, буквально «керамика Киото») включает в себя также и фарфоровые изделия. Экспериментирование с фарфором началось в Киото в XVIII веке, начало продолжительного использования каолина относится к 1780-м годам, когда Окуда Эйсэн начал производить свой знаменитый расписной фарфор (яп. 呉須赤絵 госу акаэ). Другие известные мастера киотоского фарфора — семья Эйраку: Ходзэн и Вадзэн.